# ويليام ستانلي
ويليام ستانلي (بالإنجليزية: William Stanley)‏ هو عالم حيوانات أمريكي، ولد في 1957، وتوفي في 6 أكتوبر 2015.